# ボストーク6号

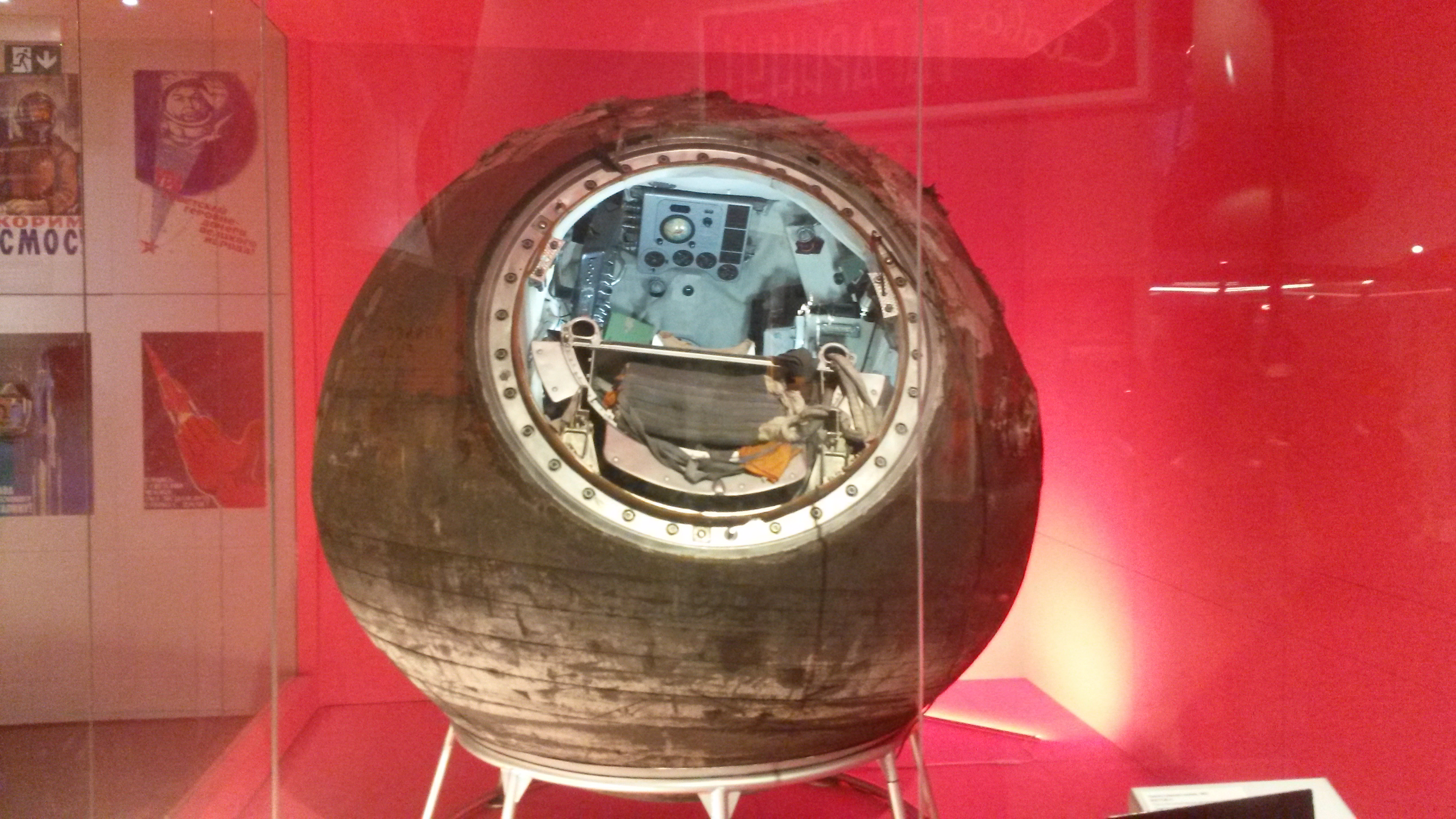
ボストーク6号

ボストーク6号（ボストーク6ごう、ロシア語: Восток-6）は、1963年に初めて女性が宇宙へ飛行を行ったソビエト連邦の宇宙ミッションである。

## 概要

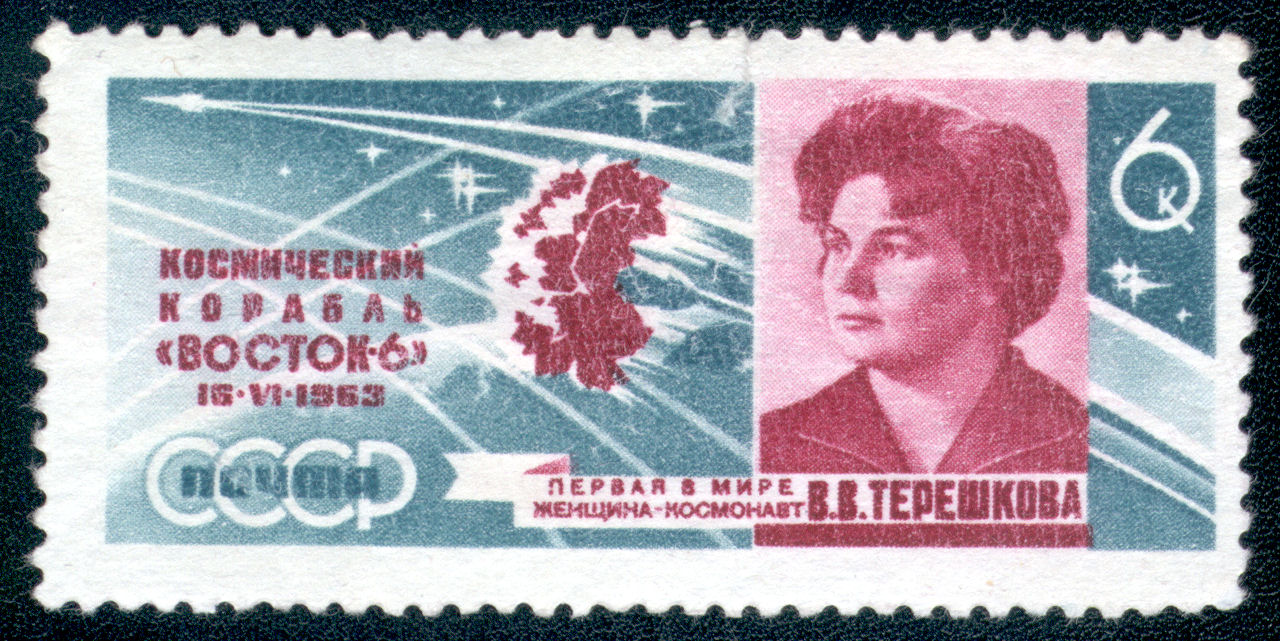
1963年に発行された、ボストーク6号とテレシコワの記念切手

乗員はワレンチナ・テレシコワで、宇宙飛行中における女性の身体の反応データを集めるのが目的だった。
ボストーク6号は1963年6月16日午前9時29分52秒(UTC)、ボストークKロケットによってバイコヌール宇宙基地のガガーリン発射台から打ち上げられた。
他の宇宙飛行士と同じように、テレシコワは飛行記録をつけて写真を撮り、宇宙船を操縦した。その最中、テレシコワが撮影した日の出の写真は、後に大気中のエアロゾル層の調査に使用された。
2日前に打ち上げられたボストーク5号とはソビエト宇宙プログラムの合同事業として行われ、今回のミッションはもともと両方に女性が搭乗するはずだったが、ボストーク計画はボスホート計画に引き継がれることが決まったため、実現しなかった。ボストーク6号は、ボストーク3KA機の最後の飛行となった。
2004年、制御プログラムのエラーのため、宇宙船が軌道から下降すべき時に上昇してしまっていたことが明らかとなった。テレシコワは飛行の初日にその事態に気づき、コロリョフに報告した。そのミスは適切に直され、テレシコワは無事に生還できた。宇宙船の設計も担当したコロリョフの要請により、テレシコワはその後30年間にわたって事実を隠した。
後に明らかにしたところによると、テレシコワは宇宙船をうまく誘導できず、降下が始まる直前には通信も途絶えてしまった。管制センターは着陸完了から2時間もの間、テレシコワの位置を把握できなかった。救助隊がテレシコワをようやく発見した場所は、想定していた地点から数十キロメートルも離れていた。
着陸地点はアルタイ地方のバエヴォ西方の農場だった。パラシュートでの落下中に強い風が吹き、テレシコワはもう少しで湖に落下するところだった。再突入時のカプセルは、モスクワ近郊コロリョフにあるRKKエネルギア博物館に展示されている。
これはボストーク計画の最後の飛行となった。

## メンバー
- 乗組員 - ワレンチナ・テレシコワ
- バックアップクルー - イリーナ・ソロウィオワ
- リザーブクルー - ヴァレンティナ・ポノマリョワ（英語版）

## 発射時刻、着陸時刻
- 打ち上げ - 1963年6月16日 09:29:52 UTC
- 打ち上げ位置　- バイコヌール宇宙基地 LC1
- 着陸 - 1963年6月19日 08:20 UTC
- 着陸位置　- 53°16′N, 80°27′E